# Morocus levipes
Morocus levipes är en mångfotingart som först beskrevs av Carl Graf Attems 1901.  Morocus levipes ingår i släktet Morocus och familjen Oxydesmidae. Inga underarter finns listade i Catalogue of Life.